# Breadboard

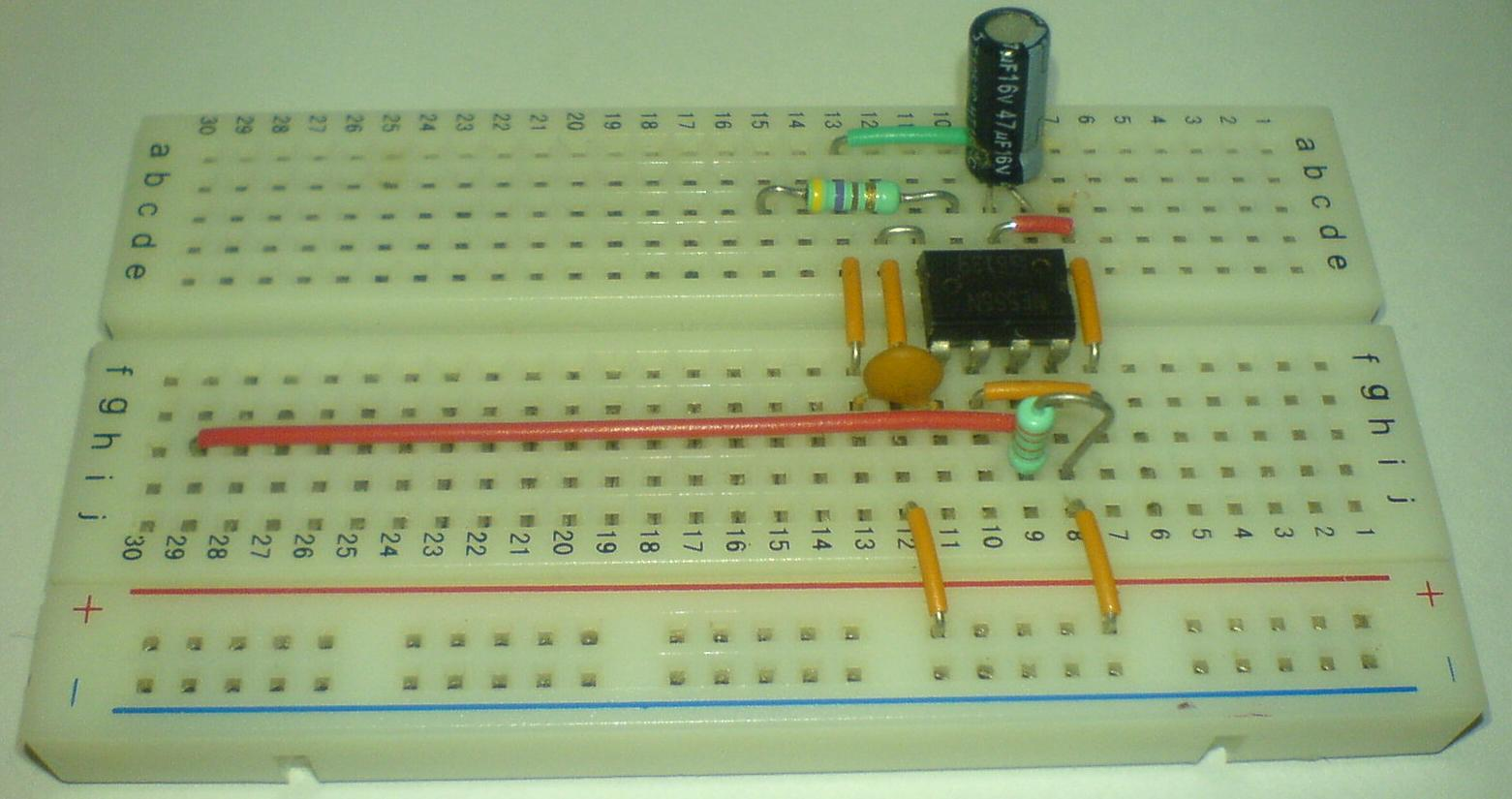
Breadboard met een schakeling in opbouw

Een breadboard is een bordje, vaak van wit of geel plastic of pertinax, dat gebruikt wordt om elektrische schakelingen tijdelijk op te bouwen.
Het bestaat uit rijen gaatjes waarin de verschillende elektronische componenten geprikt kunnen worden. In het bordje zitten per rij gaatjes metalen stripjes die die rijen gaatjes verbinden. Aan de zijkanten zijn vaak lange rijen voor de voeding (de voedingsrails) geplaatst. Haaks hierop staan korte rijen van 5 gaatjes die met elkaar verbonden zijn. De rijen zijn genummerd en ertussen is een ruimte overgelaten waar DIP IC's geplaatst kunnen worden. Aan de onderzijde is soms voor de stevigheid en om alles te aarden een metalen plaatje bevestigd.
Het voordeel van een breadboard is dat een component gemakkelijk en zonder solderen kan worden vervangen door een met een andere waarde of van een ander type.
De nadelen van een breadboard zijn dat het slecht met hoge frequenties om kan gaan en dat de contactpunten overgangsweerstanden hebben of dat draadjes net even geen contact maken terwijl men het niet ziet doordat ze er niet goed genoeg in zitten of als de contacten moe geworden zijn.

## Oorsprong
Breadboard betekent letterlijk vertaald broodplank in het Engels. De benaming is te herleiden tot het gebruik van een stukje hout waarop spijkertjes werden geslagen en middels koperdraadjes verbindingen werden gemaakt.